# Джерминяга
Джерминя̀га (на италиански и на ломбардски: Germignaga) е малко градче и община в Северна Италия, провинция Варезе, регион Ломбардия. Разположено е на 204 m надморска височина, на източния бряг на езеро Лаго Маджоре. Населението на общината е 3936 души (към 2017 г.).